# Irreducibel kompleksitet
Irreducibel kompleksitet benyttes inden for intelligent design som betegnelse for biologiske systemer, som af hypotesens tilhængere påstås at være for komplekse til, at de kan være opstået ved darwinistisk evolution fra mindre komplekse forgængere. Ved "kompleks" forstås her, at systemet består af mange dele, der alle er nødvendige for, at systemet kan fungere.
Professor i biokemi Michael Behe definerede et irreducibelt komplekst system som et, der er "sammensat af mange vel-tilpassede og samarbejdende dele der bidrager til den basale funktion, og hvor fjernelsen af en vilkårlig af delene forårsager, at systemet i praksis ophører med at fungere".
På dansk er idéen om irreducible kompleksitet mest grundigt blevet præsenteret af Jakob Wolf i bogen Rosens Råb.
Hypotesen om irreducibel kompleksitet er som hypotesen om "Intelligent Design" blevet kritiseret voldsomt som værende uden nogen form for videnskabeligt belæg. Hypotesen er i Scientific American blevet betegnet som "strategi for fuldstændig opgivelse af intellektet" ("the full-blown intellectual surrender strategy").

## Eksterne links
- Omtale af Irreducibel Kompleksitet Arkiveret 29. november 2011 hos  Wayback Machine på website, der støtter antagelsen som irreducibel kompleksitet
- The Flagellum Unspun - The Collapse of "Irreducible Complexity", Kenneth R. Miller, Brown University Kritisk artikel om irreducibel kompleksitet (engelsk)